# Oscar-díj a legjobb adaptált forgatókönyvnek
A Legjobb Adaptált Forgatókönyv Oscar-díját 1929 óta osztják ki. Ezzel olyan forgatókönyv íróját jutalmazzák, aki valami más forrásból (ez lehet egy regény, színmű, musical, képregény, de néha egy másik film) írta meg a forgatókönyvet.

## 1920-as évek
- 1927/1928 A hetedik mennyország (7th Heaven) – Benjamin Glazer forgatókönyve Austin Stong színműve alapján 
  - Glorious Betsy – Anthony Coldeway forgatókönyve Rida Johnson Young színműve alapján
  - A dzsesszénekes (The Jazz Singer) – Alfred A. Cohn forgatókönyve Samson Raphaelson: Day of Atonement című színműve alapján

A 2. és 3. díjkiosztón csak egy díj volt a forgatókönyvírásra, ami nem tett különbséget az adaptált és az eredeti munka között.
- 1928/1929 The Patriot – Hanns Kräly forgatókönyve Ashley Dukes színműve alapján 
  - The Cop – William Taylor Garnett forgatókönyve Elliott Judd Clawson elbeszélése alapján
  - In Old Arizona – Tom Barry forgatókönyve O. Henry: The Caballero's Way című műve alapján
  - The Last of Mrs. Cheyney – Hanns Kräly forgatókönyve Frederick Lonsdale színműve alapján
  - A Pokollégió fiai (The Leatherneck) – Elliott Judd Clawson, eredeti
  - Legénylányok (Our Dancing Daughters) – Josephine Lovett, eredeti
  - Singapuri lelenc (Sal of Singapore) – Elliott Judd Clawson forgatókönyve, Dale Collins: The Sentimentalists
  - Skyscraper – Elliott Judd Clawson és William Taylor Garnett forgatókönyve Dudley Murphy elbeszélése alapján
  - The Valiant – Tom Barry, John Hunter Booth forgatókönyve Halworthy Hall és Robert Middlemass színműve alapján
  - Végzet (A Woman of Affairs) – Bess Meredyth forgatókönyve Michael Arlen: The Green regénye alapján
  - Egy férfi – két asszony (Wonder of Women) – Bess Meredyth forgatókönyve Hermann Sudermann: Die Frau des Steffen Tromholt című regénye alapján
- 1929/1930 The Big House – Joseph Farnham, Martin Flavin, Frances Marion, Lennox Marion eredeti
  - Nyugaton a helyzet változatlan (All Quiet on the Western Front) – Maxwell Anderson, George Abbott, Del Andrews forgatókönyve Erich Maria Remarque regénye alapján
  - Disraeli – Julien Josephson forgatókönyve Louis N. Parker színműve alapján
  - Ex-feleség (The Divorcee) – John Meehan forgatókönyve Ursula Parrott: Ex-feleség (Ex-Wife) című regénye alapján
  - Street of Chance – Lenore J. Coffee, Howard Estabrook forgatókönyve Oliver H. P. Garrett elbeszélése alapján

## 1930-as évek
Az 1930/31-es filmek díjazásában a forgatókönyvírásban újra eredeti és adaptált kategóriában díjaznak.
- 1930/1931 Cimarron – Howard Estabrook forgatókönyve Edna Ferber regénye alapján
  - The Criminal Code – Seton I. Miller, Fred Niblo, Jr. forgatókönyve Martin Flavin színműve alapján
  - Holiday– Horace Jackson forgatókönyve Philip Barry színműve alapján
  - A kis cézár (Little Caesar) – Francis Edward Faragoh, Robert N. Lee, Robert Lord, Darryl F. Zanuck forgatókönyve alapján William R. Burnett színműve alapján
  - Skippy – Joseph L. Mankiewicz, Don Marquis, Norman Z. McLeod, Sam Mintz forgatókönyve Percy Crosby képregénye alapján
- 1931/1932 Rossz lány (Bad Girl) – Edwin J. Burke forgatókönyve Viña Delmar regénye és színműve alapján
  - Arrowsmith – Sidney Howard forgatókönyve Sinclair Lewis regénye alapján
  - Dr. Jekyll és Mr. Hyde (Dr. Jekyll and Mr. Hyde) – Samuel Hoffenstein, Percy Heath forgatókönyve Robert Louis Stevenson regénye alapján
- 1932/1933 Fiatal asszonyok (Little Women) – Victor Heerman, Sarah Y. Mason forgatókönyve Louisa May Alcott regénye alapján
  - Lady egy napra (Lady for a Day) – Robert Riskin forgatókönyve Damon Runyon: Madame la Gimp című műve alapján
  - State Fair – Paul Green, Sonya Levien forgatókönyve Philip Strong regénye alapján
- 1934 Ez történt egy éjszaka (It Happened One Night) – Robert Riskin forgatókönyve Samuel Hopkins Adams: Night Bus című műve alapján
  - A cingár férfi/Tetemrehívás (The Thin Man) – Albert Hackett, Frances Goodrich forgatókönyve Dashiell Hammett regénye alapján
  - Viva Villa (Viva Villa!) – Ben Hecht forgatókönyve Edgecumb Pinchon és O. B. Stade könyve alapján
- 1935 A besúgó (The Informant) – Dudley Nichols forgatókönyve Liam O'Flaherty regénye alapján[* 1]
  - A hindu lándzsás (The Lives of a Bengal Lancer) – Waldemar Young, John L. Balderston, Achmed Abdullah, Grover Jones, William Slavens McNutt forgatókönyve Francis Yeats-Brown regénye alapján
  - Lázadás a Bountyn (Mutiny on the Bounty) – Talbot Jennings, Jules Furthman, Carey Wilson forgatókönyve Charles Nordhoff és James Norman Hall regénye alapján
  - Blood kapitány (Captain Blood) – Casey Robinson forgatókönyve Rafael Sabatini regénye alapján; nem hivatalos jelölés
- 1936 Louis Pasteur története (The Story of Louis Pasteur) – Pierre Collings, Sheridan Gibney a saját elbeszélésükből
  - A cingár férfi nyomában/N.N. És Társa[3] (After the Thin Man) – Frances Goodrich, Albert Hackett forgatókönyve Dashiell Hammett története nyomán
  - Az élnivágyó asszony (Dodsworth) – Sidney Howard forgatókönyve Sinclair Lewis regénye alapján írt saját színművéből
  - Váratlan örökség (Mr. Deeds Goes to Town) – Robert Riskin forgatókönyve Clarence Budington Kelland: Opera Hat című elbeszélése alapján
  - Godfrey, a lakáj (My Man Godfrey) – Morrie Ryskind, Eric Hatch forgatókönyve Eric Hatch regénye alapján
- 1937 Zola élete (The Life of Emile Zola) – Heinz Herald, Geza Herczeg, Norman Raine forgatókönyve Matthew Josephson: Zola and His Time című műve alapján
  - Kár volt hazudni (The Awful Truth) – Viña Delmar forgatókönyve Matthew Josephson, Arthur Richman színműve alapján
  - A bátrak kapitánya (Captains Courageous) – Marc Connelly, John Lee Mahin, Dale Van Ever forgatókönyve Rudyard Kipling regénye alapján
  - Álomkapu (Stage Door) – Morrie Ryskind, Anthony Veiller forgatókönyve Edna Ferber és George S. Kaufman színműve alapján
  - Csillag születik (A Star is Born) – Dorothy Parker, Alan Campbell, Robert Carson forgatókönyve William A. Wellman és Robert Carson elbeszélése alapján
- 1938 Pygmalion – Ian Dalrymple, Cecil Lewis, W.P. Lipscomb, George Bernard Shaw forgatókönyve George Bernard Shaw színműve alapján
  - A fiúk városa (Boys Town) – John Meehan, Dore Schary forgatókönyve Dore Schary és Eleanore Griffin elbeszélése alapján
  - A citadella/Réztábla a kapu alatt (The Citadel) – Ian Dalrymple, Frank Wead, Elizabeth Hill forgatókönyve A. J. Cronin regénye alapján
  - Négy lány (Four Daughters) – Lenore J. Coffee, Julius J. Epstein forgatókönyve ’’Sister Act by Fannie Hurst’’ regénye alapján
  - Így élni jó (You Can't Take It With You) – Robert Riskin forgatókönyve George S. Kaufman és Moss Hart színműve alapján
- 1939 Elfújta a szél (Gone With the Wind) – Sidney Howard forgatókönyve Margaret Mitchell regénye alapján
  - Isten vele, tanár úr! (Goodbye, Mr. Chips) – R. C. Sherriff, Claudine West, Eric Maschwitz forgatókönyve James Hilton regénye alapján
  - Becsületből elégtelen (Mr. Smith Goes to Washington) – Sidney Buchman forgatókönyve Lewis R. Foster elbeszélése alapján
  - Ninocska (Ninotchka) – Charles Brackett, Billy Wilder, Walter Reisch forgatókönyve Lengyel Menyhért színdarabjából
  - Üvöltő szelek (Wuthering Heights) – Charles MacArthur, Ben Hecht forgatókönyve Emily Brontë regénye alapján

## 1940-es évek
- 1940 Philadelphiai történet (The Philadelphia Story) – Donald Ogden Stewart forgatókönyve Philip Barry színdarabja alapján
  - Érik a gyümölcs (The Grapes of Wrath) – Nunnally Johnson forgatókönyve John Steinbeck regénye alapján
  - Leánysors (Kitty Foyle: The Natural History of a Woman) – Donald Ogden Stewart, Dalton Trumbo forgatókönyve Christopher Morley regénye alapján
  - Hosszú út hazáig (The Long Voyage Home) – Dudley Nichols forgatókönyve Eugene O’Neill rövid történeteinek összetételéből: The Moon of the Caribees, In the Zone, Bound East for Cardiff és The Long Voyage Home 
  - A Manderley-ház asszonya (Rebecca) – Philip MacDonald, Michael Hogan forgatókönyve Daphne du Maurier regénye alapján
- 1941 Zűrzavar a mennyországban (Here Comes Mr. Jordan) – Sidney Buchman, Seton Miller forgatókönyve Harry Segall: Heaven Can Wait című színműve alapján
  - Parancsolj a csillagoknak (Hold Back the Dawn) – Charles Brackett, Billy Wilder forgatókönyve Ketti Frings könyve alapján
  - Hová lettél, drága völgyünk? (How Green Was My Valley) – Philip Dunne forgatókönyve Richard Llewellyn regénye alapján
  - A kis rókák (The Little Foxes) – Lillian Hellman a saját színművéből
  - A máltai sólyom (The Maltese Falcon) – John Huston forgatókönyve Dashiell Hammett regénye alapján
- 1942 Mrs. Miniver – George Froeschel, James Hilton, Claudine West, Arthur Wimperis forgatókönyve Jan Struther regénye alapján
  - A negyvenkilences szélességi fok/A 49. szélességi fok[4] (49th Parallel) – Rodney Ackland, Pressburger Imre forgatókönyve Emeric Pressburger elbeszélése alapján
  - A Yankee-k dicsősége (The Pride of the Yankees) – Herman J. Mankiewicz, Jo Swerling forgatókönyve Paul Gallico elbeszélése alapján
  - Megtalált évek (Random Harvest) – George Froeschel, Claudine West, Arthur Wimperis forgatókönyve James Hilton regénye alapján
  - A csintalan úriember (The Talk of the Town) – Sidney Buchman, Irwin Shaw forgatókönyve Sidney Harmon elbeszélése alapján
- 1943 Casablanca – Philip Epstein, Julius J. Epstein, Howard Koch forgatókönyve Murray Burnett és Joan Alison Everybody Comes to Rick's című színműve alapján
  - Holy Matrimony – Nunnally Johnson forgatókönyve Arnold Bennett Buried Alive című regénye alapján
  - Társbérlet (The More the Merrier) – Richard Flournoy, Lewis R. Foster, Frank Ross, Robert W. Russell forgatókönyve Frank Ross és Robert W. Russell elbeszélése alapján
  - Bernadette (The Song of Bernadette) – George Seaton forgatókönyve Franz Werfel regénye alapján
  - Őrség a Rajnán (Watch on the Rhine) – Dashiell Hammett forgatókönyve Lillian Hellman színműve alapján
- 1944 A magam útját járom (Going My Way) – Frank Butler, Frank Cavett forgatókönyve Leo McCarey elbeszélése alapján
  - Gyilkos vagyok (Double Indemnity) – Billy Wilder, Raymond Chandler forgatókönyve James M. Cain: Double Indemnity in Three of a Kind című regénye alapján
  - Gázláng (Gaslight) – John Van Druten, Walter Reisch, John L. Balderston forgatókönyve Patrick Hamilton: Angel Street című színműve alapján
  - Valakit megöltek (Laura) – Jay Dratler, Samuel Hoffenstein, Betty Reinhardt forgatókönyve Vera Caspary regénye alapján
  - Találkozunk St. Louis-ban/Találkozz velem St. Louisban![5] (Meet Me in St. Louis) – Irving Brecher, Fred F. Finklehoffe forgatókönyve Sally Benson regénye alapján
- 1945 Férfiszenvedély (The Lost Weekend) – Charles Brackett, Billy Wilder forgatókönyve Charles R. Jackson regénye alapján
  - Mildred Pierce – Ranald MacDougall forgatókönyve James M. Cain regénye alapján
  - Pride of the Marines[* 2] – Albert Maltz forgatókönyve Roger Butterfield könyve alapján
  - The Story of G.I. Joe – Leopold Atlas, Guy Endore, Philip Stevenson forgatókönyve Ernie Pyle: Brave Men and Here Is Your War című könyve alapján
  - A Tree Grows In Brooklyn – Frank Davis, Tess Slesinger forgatókönyve Betty Smith regénye alapján
- 1946 Életünk legszebb évei (The Best Years of Our Lives) – Robert Sherwood forgatókönyve MacKinlay Kantor Glory for Me című regénye alapján
  - Anna és a sziámi király (Anna and the King of Siam) – Sally Benson, Talbot Jennings forgatókönyve Margaret Landon azonos című könyve alapján
  - Késői találkozás (Brief Encounter) – Anthony Havelock-Allan, David Lean, Ronald Neame forgatókönyve Noël Coward Still Life című színműve alapján
  - A gyilkosok (The Killers) – Anthony Veiller forgatókönyve Ernest Hemingway elbeszélése alapján
  - Róma, nyílt város (Roma città aperta; olasz) – Sergio Amidei, Federico Fellini forgatókönyve Sergio Amidei, Alberto Consiglio elbeszélése alapján
- 1947 Csoda a 34. utcában (Miracle on 34th Street) – George Seaton forgatókönyve Valentine Davies elbeszélése alapján
  - Bumeráng (Boomerang) – Richard Murphy forgatókönyve Anthony Abbot (Fulton Oursler írói álneve) egy cikke alapján
  - Kereszttűz (Crossfire) – John Paxton forgatókönyve Richard Brooks: The Brick Foxhole című regénye alapján
  - Úri becsületszó (Gentleman’s Agreement) – Moss Hart forgatókönyve Laura Z. Hobson regénye alapján
  - Szép remények (Great Expectations) – David Lean, Ronald Neame, Anthony Havelock-Allan forgatókönyve Charles Dickens regénye alapján
- 1948 A Sierra Madre kincse (The Treasure of the Sierra Madre) – John Huston forgatókönyve B. Traven regénye alapján
  - Külügyi szívügyek (A Foreign Affair) – Charles Brackett, Billy Wilder, Richard L. Breen forgatókönyve David Shaw elbeszélése alapján
  - Johnny Belinda – Irmgard von Cube, Allen Vincent forgatókönyve Elmer Blaney Harris színműve alapján
  - The Search – Richard Schweizer, David Wechsler forgatókönyve a saját elbeszélésük alapján
  - Kígyóverem (The Snake Pit) – Pártos Ferenc, Millen Brand forgatókönyve Mary Jane Ward regénye alapján
- 1949 Egy levél három asszonynak (A Letter to Three Wives) – Joseph L. Mankiewicz forgatókönyve John Klempner: Letter to Five Wives című regénye alapján
  - A király összes embere (All the King’s Men) – Robert Rossen forgatókönyve Robert Penn Warren regénye alapján
  - Biciklitolvajok (Ladri di biciclette) – Cesare Zavattini forgatókönyve Luigi Bartolini regénye alapján
  - Champion – Carl Foreman forgatókönyve Ring Lardner elbeszélése alapján
  - Ledőlt bálvány (The Fallen Idol) – Graham Greene forgatókönyve a saját elbeszélése alapján: The Basement Room

## 1950-es évek
- 1950 Mindent Éváról (All About Eve) – Joseph L. Mankiewicz forgatókönyve Mary Orr: The Wisdom of Eve elbeszélése alapján
  - Aszfaltdzsungel (The Asphalt Jungle) – Ben Maddow, John Huston forgatókönyve W.R. Burnett regénye alapján
  - Born Yesterday – Albert Mannheimer forgatókönyve Garson Kanin: Born Yesterday című színműve alapján
  - Törött nyíl (Broken Arrow) – Albert Maltz forgatókönyve Elliott Arnold: Blood Brother című regénye alapján
  - Örömapa (Father of the Bride) – Frances Goodrich, Albert Hackett forgatókönyve Edward Streeter regénye alapján
- 1951 Egy hely a nap alatt (A Place in the Sun) – Michael Wilson és Harry Brown forgatókönyve, Theodore Dreiser An American Tragedy című műve alapján
  - Afrika királynője (The African Queen) – James Agee, John Huston forgatókönyve, C. S. Forester The African Queen címe alapján
  - Detektív történet (Detective Story) – Philip Yordan, Robert Wyler forgatókönyve, Sidney Kingsley Detective Story című színműve alapján
  - Körbe-körbe (La Ronde; francia) – Jacques Natanson, Max Ophüls forgatókönyve, Arthur Schnitzler Reigen című színműve alapján
  - A vágy villamosa (A Streetcar Named Desire) – Tennessee Williams, A vágy villamosa című saját színművéből
- 1952 A rossz és a szép (The Bad and the Beautiful) – Charles Schnee forgatókönyve Charles Bradshaw: Tribute to a Badman című elbeszélése alapján
  - Öt ujj (5 Fingers) – Michael Wilson forgatókönyve L.C. Moyzisch: Operation Cicero regénye alapján
  - Délidő (High Noon) – Carl Foreman forgatókönyve John W. Cunningham: The Tin Star elbeszélése alapján
  - A fehér öltönyös férfi (The Man in the White Suit) – John Dighton, Roger MacDougall, Alexander Mackendrick forgatókönyve Roger MacDougall színműve alapján
  - A nyugodt férfi (The Quiet Man) – Frank S. Nugent forgatókönyve Maurice Walsh: Green Rushes elbeszélése alapján
- 1953 Most és mindörökké (From Here to Eternity) – Daniel Taradash forgatókönyve James Jones regénye alapján
  - Kegyetlen tenger (The Cruel Sea) – Eric Ambler forgatókönyve Nicholas Monsarrat regénye alapján
  - Lili – Helen Deutsch forgatókönyve Paul Gallico: Love of Seven Dolls című elbeszélése alapján
  - Római vakáció (Roman Holiday) – Ian McLellan Hunter, John Dighton forgatókönyve Dalton Trumbo elbeszélése alapján
  - Idegen a vadnyugaton (Shane) – A.B. Guthrie Jr. forgatókönyve Jack Schaefer regénye alapján
- 1954 A vidéki lány (The Country Girl) – George Seaton forgatókönyve Clifford Odets színműve alapján
  - Zendülés a Caine hadihajón (The Caine Mutiny) – Stanley Roberts forgatókönyve Herman Wouk regénye alapján
  - Hátsó ablak (Rear Window) – John Michael Hayes forgatókönyve Cornell Woolrich: It Had to Be Murder című elbeszélése alapján
  - Sabrina – Billy Wilder, Samuel Taylor, Ernest Lehman forgatókönyve Samuel Taylor: Sabrina Fair című regénye alapján
  - Hét menyasszony hét fivérnek (Seven Brides for Seven Brothers) – Albert Hackett, Frances Gooderich, Dorothy Kingsley forgatókönyve Stephen Vincent: Benét The Sobbin' Women című elbeszélése alapján
- 1955 Marty – Paddy Chayefsky a saját tévéjátékáról
  - Az igazság napja/Rossz nap Black Rocknál (Bad Day at Black Rock) – Millard Kaufman forgatókönyve Howard Breslin: Bad Time at Honda című elbeszélése alapján
  - Tábladzsungel (Blackboard Jungle) – Richard Brooks forgatókönyve Evan Hunter regénye alapján
  - Édentől keletre (East of Eden) – Paul Osborn forgatókönyve John Steinbeck regénye alapján
  - Szeress, vagy hagyj el! (Love Me or Leave Me) – Daniel Fuchs, Isobel Lennart forgatókönyve Daniel Fuchs elbeszélése alapján
- 1956 80 nap alatt a Föld körül (Around the World in 80 Days) – John Farrow, S. J. Perelman, James Poe forgatókönyve Jules Verne regénye alapján
  - Babuci[6] (Baby Doll) – Tennessee Williams saját színműveiből (Twenty-seven Wagons Full of Cotton és The Unsatisfactory Supper)
  - Szemben az erőszakkal[7] (Friendly Persuasion) – Michael Wilson forgatókönyve Jessamyn West regénye alapján
  - Óriás (Giant) – Fred Guiol, Ivan Moffat forgatókönyve Edna Ferber regénye alapján
  - A nap szerelmese (Lust for Life) – Norman Corwin forgatókönyve Irving Stone regénye alapján
- 1957 Híd a Kwai folyón (The Bridge on the River Kwai) – Carl Foreman, Michael Wilson forgatókönyve Pierre Boulle regénye alapján
  - Ég tudja, Mr. Allison (Heaven Knows, Mr. Allison)[* 3] – John Huston, John Lee Mahin forgatókönyve Charles Shaw regénye alapján
  - Peyton Place – John Michael Hayes forgatókönyve Grace Metalious regénye alapján
  - Szajonara (Sayonara) – Paul Osborn forgatókönyve James Michener regénye alapján
  - Tizenkét dühös ember (12 Angry Men) – Reginald Rose saját tévéjátékából
- 1958 Gigi – Alan Jay Lerner forgatókönyve Colette regénye alapján
  - Macska a forró bádogtetőn (Cat on a Hot Tin Roof) – Richard Brooks, James Poe forgatókönyve Tennessee Williams színműve alapján
  - A ló szája (The Horse's Mouth)[* 4] – Alec Guinness forgatókönyve Joyce Cary regénye alapján
  - Élni akarok! (I Want to Live!) – Nelson Gidding, Don M. Mankiewicz forgatókönyve Barbara Graham levelei és Ed Montgomery cikkei alapján
  - Külön asztalok (Separate Tables) – John Gay, Terence Rattigan forgatókönyve Terence Rattigan színműve alapján
- 1959 Hely a tetőn (Room at the Top) – Neil Paterson forgatókönyve John Braine regénye alapján
  - Egy gyilkosság anatómiája (Anatomy of a Murder) – Wendell Mayes forgatókönyve Robert Traver regénye alapján
  - Ben-Hur – Karl Tunberg forgatókönyve Lew Wallace regénye alapján
  - Egy apáca története (The Nun’s Story) – Robert Anderson forgatókönyve Kathryn Hulme könyve alapján
  - Van, aki forrón szereti (Some Like it Hot) – Billy Wilder, I.A.L. Diamond forgatókönyve Robert Thoeren és M. Logan elbeszélése alapján

## 1960-as évek
- 1960 Elmer Gantry – Richard Brooks forgatókönyve Sinclair Lewis regénye alapján
  - Aki szelet vet (Inherit the Wind) – Nedrick Young, Harold Jacob Smith forgatókönyve Jerome Lawrence, Robert E. Lee színműve alapján
  - Fiúk és szeretők (Sons and Lovers)[* 5] – Gavin Lambert, T.E.B. Clarke forgatókönyve D. H. Lawrence regénye alapján
  - Csavargók (The Sundowners) – Isobel Lennart forgatókönyve Jon Cleary regénye alapján
  - A dicsőség hangjai (Tunes of Glory)[* 6] – James Kennaway saját regénye alapján
- 1961 Ítélet Nürnbergben (Judgment at Nuremberg) – Abby Mann saját tévéjátéka alapján
  - Álom luxuskivitelben (Breakfast at Tiffany's) – George Axelrod forgatókönyve Truman Capote regénye alapján
  - Navarone ágyúi (The Guns of Navarone)– Carl Foreman forgatókönyve Alistair MacLean regénye alapján
  - A svindler (The Hustler) – Sydney Carroll, Robert Rossen forgatókönyve Walter Tevis regénye alapján
  - West Side Story – Ernest Lehman forgatókönyve Arthur Laurents színműve alapján
- 1962 Ne bántsátok a feketerigót! (To Kill a Mockingbird) – Horton Foote forgatókönyve Harper Lee regénye alapján
  - David és Lisa (David and Lisa) – Eleanor Perry forgatókönyve Theodore Isaac Rubin regénye alapján
  - Arábiai Lawrence (Lawrence of Arabia) – Robert Bolt, Michael Wilson forgatókönyve T. E. Lawrence írása alapján
  - Lolita – Vladimir Nabokov saját regénye alapján
  - A csodatevő (The Miracle Worker) – William Gibson saját színműve alapján
- 1963 Tom Jones – John Osborne forgatókönyve Henry Fielding: ’’The History of Tom Jones, a Foundling’’ című regénye alapján 
  - Captain Newman M. D. – Richard L. Breen, Henry Ephron, Phoebe Ephron forgatókönyve Leo Rosten regénye alapján
  - Hud – Irving Ravetch, Harriet Frank Jr. forgatókönyve Horseman, Pass By by Larry McMurtry regényéből
  - Nézzétek a mező liliomait (Lilies of the Field) – James Poe forgatókönyve William E. Barrett regénye alapján
  - Vasárnapok Ville d'Avray-ban (Les dimanches de Ville d'Avray) – Serge Bourguignon, Bernard Eschassériaux forgatókönyve Bernard Eschassériaux: ’’Les Dimanches de Ville d'Avray’’ című regénye alapján
- 1964 Becket – Edward Anhalt forgatókönyve Jean Anouilh színműve alapján
  - Dr. Strangelove, avagy rájöttem, hogy nem kell félni a bombától, meg is lehet szeretni – Stanley Kubrick, Terry Southern, Peter George forgatókönyve Peter George: ’’Red Alert’’ című regénye alapján
  - Mary Poppins – Bill Walsh, Don DaGradi forgatókönyve P. L. Travers mesekönyve alapján
  - My Fair Lady – Alan Jay Lerner forgatókönyve George Bernard Shaw: ’’Pygmalion’’ című musicalje és színműve
  - Zorba, a görög (Zorba, the Greek) – Mihálisz Kakojánisz forgatókönyve Nikos Kazantzakis: ’’The Life of Alexis Zorba’’ címűregénye
- 1965: Doktor Zsivágó (Doctor Zhivago) – Robert Bolt forgatókönyve Boris Pasternak regénye nyomán
  - Cat Ballou legendája (Cat Ballou) – Walter Newman, Frank Pierson forgatókönyve Roy Chanslor: ’’The Ballad of Cat Ballou’’ című regénye alapján
  - A lepkegyűjtő (The Collector) – Stanley Mann, John Kohn forgatókönyve John Fowles regénye alapján
  - Bolondok hajója (Ship of Fools) – Abby Mann forgatókönyve Katherine Anne Porter regénye alapján
  - Ezer bohóc (A Thousand Clowns) – Herb Gardner saját színművéből
- 1966: Egy ember az örökkévalóságnak (A Man For All Seasons) – Robert Bolt saját színművéből
  - Alfie – Szívtelen szívtipró (Alfie) – Bill Naughton saját színművéből
  - Szerencsevadászok (The Professionals) – Richard Brooks forgatókönyve Frank O'Rourke: ’’A Mule for the Marquesa’’ című regényéből
  - Jönnek az oroszok, jönnek az oroszok! (The Russians Are Coming the Russians Are Coming) – William Rose forgatókönyve Nathaniel Benchley: ’’Off-Islanders’’ című regénye alapján
  - Nem félünk a farkastól (Who's Afraid of Virginia Woolf?) – Ernest Lehman forgatókönyve Edward Albee színművéből
- 1967 Forró éjszakában (In the Heat of the Night) – Stirling Silliphant forgatókönyve John Ball regénye alapján
  - Bilincs és mosoly (Cool Hand Luke) – Donn Pearce, Frank Pierson forgatókönyve Donn Pearce regényéből
  - Diploma előtt (The Graduate) – Calder Willingham, Buck Henry forgatókönyve Charles Webb regénye alapján
  - Hidegvérrel (In Cold Blood) – Richard Brooks forgatókönyve Truman Capote regénye alapján
  - Ulysses – Joseph Strick, Fred Haines forgatókönyve James Joyce regénye alapján
- 1968 Az oroszlán télen (The Lion in Winter) – James Goldman saját színművéből
  - Furcsa pár (The Odd Couple) – Neil Simon saját színműve nyomán
  - Olivér (Oliver!) – Vernon Harris forgatókönyve Lionel Bart musicaljéből Charles Dickens: ’’Twist Oliver’’ című regénye alapján
  - Rachel, Rachel – Stewart Stern forgatókönyve Margaret Laurence: ’’A Jest of God’’ című regényéből
  - Rosemary gyermeke (Rosemary's Baby) – Roman Polański forgatókönyve Ira Levin regénye nyomán
- 1969 Éjféli cowboy (Midnight Cowboy) – Waldo Salt forgatókönyve James Leo Herlihy regénye alapján
  - Anna ezer napja (Anne of the Thousand Days) – John Hale, Bridget Boland, Richard Sokolove forgatókönyve Maxwell Anderson színműve alapján
  - Goodbye, Columbus – Arnold Schulman forgatókönyve Philip Roth regénye alapján
  - A lovakat lelövik, ugye? (They Shoot Horses, Don't They?) – James Poe, Robert E. Thompson forgatókönyve Horace McCoy regénye alapján
  - Z, avagy egy politikai gyilkosság anatómiája (Z) – Jorge Semprún, Costa-Gavras forgatókönyve Vassilis Vassilikos regénye alapján

## 1970-es évek
- 1970 MASH (M.A.S.H.) – Ring Lardner Jr. forgatókönyve Richard Hooker regényéből
  - Airport – George Seaton forgatókönyve Arthur Hailey regénye nyomán
  - Sohasem énekeltem az apámnak (I Never Sang for My Father) – Robert Anderson saját színművéből
  - Szeretők és egyéb idegenek (Lovers and Other Strangers) – Joseph Bologna, David Zelag Goodman, Renée Taylor forgatókönyve Joseph Bologna és Renée Taylor színművéből
  - Szerelmes asszonyok (Women in Love) – Larry Kramer forgatókönyve D. H. Lawrence regénye alapján
- 1971 Francia kapcsolat (The French Connection) – Ernest Tidyman forgatókönyve Robin Moore regénye alapján
  - Mechanikus narancs (A Clockwork Orange) – Stanley Kubrick forgatókönyve Anthony Burgess regénye alapján
  - A megalkuvó (Il conformista) – Bernardo Bertolucci forgatókönyve Alberto Moravia: ’’Il Conformista’’ című regénye alapján
  - Finzi Continiék kertje (Il giardino dei Finzi Contini) – Ugo Pirro, Vittorio Bonicelli forgatókönyve Giorgio Bassani: ’’Giardino dei Finzi-Contini’’ című regénye alapján
  - Az utolsó mozielőadás (The Last Picture Show) – Larry McMurtry, Peter Bogdanovich forgatókönyve Larry McMurtry regénye alapján
- 1972 A Keresztapa (The Godfather) – Mario Puzo, Francis Ford Coppola forgatókönyve Mario Puzo regénye alapján
  - Kabaré (Cabaret) – Jay Preston Allen forgatókönyve Joe Masteroff musicalje, John Van Druten: ’’I Am a Camera’’ című színműve és Christopher Isherwood: ’’Berlin Stories’’ című könyve alapján
  - Bevándorlók (Utvandrarna) – Bengt Forslund, Jan Troell forgatókönyve Vilhelm Moberg: ’’The Emigrants’’ és ’’Invandrarna’’ című regényei alapján
  - Micsoda házasság! (Pete'n'Tillie) – Julius J. Epstein forgatókönyve Peter De Vries: ’’Witch's Milk’’ című elbeszélése alapján
  - Csibész (Sounder) – Lonne Elder III forgatókönyve William H. Armstrong könyve alapján
- 1973 Az ördögűző (The Exorcist) – William Peter Blatty forgatókönyve saját regénye alapján
  - Az utolsó szolgálat (The Last Detail) – Robert Towne forgatókönyve Darryl Ponicsan regénye alapján
  - Vizsgaláz (Paper Chase) – James Bridges forgatókönyve John Jay Osborn, Jr. regénye alapján
  - Papírhold (Paper Moon) – Alvin Sargent forgatókönyve Joe David Brown: ’’Addie Pray’’ című regénye alapján
  - Serpico – Waldo Salt, Norman Wexler forgatókönyve Peter Maas könyve alapján
- 1974 A Keresztapa II. (The Godfather: Part II) – Francis Ford Coppola, Mario Puzo forgatókönyve Mario Puzo regénye alapján
  - Duddy Kravitz céljai (The Apprenticeship of Duddy Kravitz) – Lionel Chetwynd, Mordecai Richler forgatókönyve Mordecai Richler könyve alapján
  - Lenny – Julian Barry saját színművéből
  - Gyilkosság az Orient expresszen (Murder on the Orient Express) – Paul Dehn forgatókönyve Agatha Christie regénye alapján
  - Az ifjú Frankenstein (Young Frankenstein) – Gene Wilder, Mel Brooks forgatókönyve Mary Shelley:’’Frankenstein’’ című regénye alapján
- 1975 Száll a kakukk fészkére (One Flew Over the Cuckoo's Nest) – Bo Goldman, Laurence Hauben forgatókönyve Ken Kesey regénye alapján
  - Barry Lyndon – Stanley Kubrick forgatókönyve William Makepeace Thackeray: ’’The Memoirs of Barry Lyndon, Esq.’’ című regénye alapján
  - Aki király akart lenni (The Man Who Would Be King) – John Huston, Gladys Hill forgatókönyve Rudyard Kipling elbeszélése alapján
  - A nő illata (Profumo di donna) – Ruggero Maccari, Dino Risi forgatókönyve Giovanni Arpino: ’’Il buio e il mare’’ című regénye alapján
  - Napsugár fiúk (The Sunshine Boys) – Neil Simon saját színművéből
- 1976 Az elnök emberei (All the President's Men) – William Goldman forgatókönyve Carl Bernstein és Bob Woodward könyve alapján
  - Dicsőségre ítélve (Bound for Glory) – Robert Getchell forgatókönyve Woody Guthrie könyve alapján
  - Fellini-Casanova (Il Casanova di Federico Fellini) – Federico Fellini, Bernardino Zapponi forgatókönyve Giacomo Casanova: ’’Histoire de ma vie’’ című életrajza alapján
  - A hétszázalékos megoldás (The Seven-Per-Cent Solution) – Nicholas Meyer saját regényéből
  - Elátkozottak utazása (Voyage of the Damned) – David Butler, Steve Shagan forgatókönyve Gordon Thomas és Max Morgan Witts regénye alapján
- 1977 Júlia (Julia) – Alvin Sargent forgatókönyve Lillian Hellman: ’’Pentimento’’ című regénye alapján 
  - Equus – Peter Shaffer saját színműve alapján
  - I Never Promised You a Rose Garden – Gavin Lambert, Lewis John Carlino forgatókönyve Hannah Greene regénye alapján
  - Te jó Isten! (Oh, God!) – Larry Gelbart forgatókönyve Avery Corman regénye alapján
  - A vágy titokzatos tárgya (Cet obscur objet du désir) – Luis Buñuel, Jean-Claude Carrière forgatókönyve Pierre Louÿs:’’La femme et le pantin’’ című regénye alapján
- 1978 Éjféli expressz (Midnight Express) – Oliver Stone forgatókönyve Billy Hayes és William Hoffer regénye alapján
  - Testvérszövetség (Bloodbrothers) – Walter Newman forgatókönyve Richard Price regénye alapján
  - Kaliforniai lakosztály (California Suite) – Neil Simon saját színműve alapján
  - Ép testben épp, hogy élek (Heaven Can Wait) – Elaine May, Warren Beatty forgatókönyve Harry Seagal színműve alapján
  - Jövőre veled ugyanitt (Same Time, Next Year) – Bernard Slade saját színműve alapján
- 1979 Kramer kontra Kramer (Kramer vs. Kramer) – Robert Benton forgatókönyve Avery Corman regénye alapján
  - Apokalipszis most (Apocalypse Now) – John Milius, Francis Ford Coppola forgatókönyve Joseph Conrad A sötétség mélyén című regénye alapján
  - Őrült nők ketrece (La Cage aux folles) – Marcello Danon, Édouard Molinaro, Jean Poiret, Francis Veber forgatókönyve Jean Poiret színműve alapján
  - Egy kis románc (A Little Romance) – Allan Burns forgatókönyve Patrick Cauvin: ’’E=MC2 mon amour’’ című regénye alapján
  - Norma Rae – Harriet Frank Jr., Irving Ravetch forgatókönyve, Hank Leiferman: Crystal Lee, a Woman of Inheritance regénye alapján

## 1980-as évek
- 1980 Átlagemberek (Ordinary People) – Alvin Sargent forgatókönyve Judith Guest regénye alapján
  - 'Betörő' Morant ('Breaker' Morant) – Jonathan Hardy, David Stevens, Bruce Beresford forgatókönyve Kenneth Ross színműve alapján
  - A szénbányász lánya (Coal Miner's Daughter) – Tom Rickman forgatókönyve Loretta Lynn és George Vecsey életrajza alapján
  - Az elefántember (The Elephant Man) – Christopher De Vore, Eric Bergren, David Lynch forgatókönyve Ashley Montagu: ’’Sir Frederick Treves’’ és ’’The Elephant Man: A Study in Human Dignity’’ című művei alapján
  - A kaszkadőr (The Stunt Man) – Lawrence B. Marcus, Richard Rush forgatókönyve Paul Brodeur regénye alapján
- 1981 Az aranytó (On Golden Pond) – Ernest Thompson saját színműve alapján 
  - A francia hadnagy szeretője (The French Lieutenant's Woman) – Harold Pinter forgatókönyve John Fowles regénye alapján
  - Filléreső (Pennies from Heaven) – Dennis Potter művéből
  - A város hercege (Prince of the City) – Jay Presson Allen és Sidney Lumet forgatókönyve Robert Daley könyve alapján
  - Ragtime – Michael Weller forgatókönyve E.L. Doctorow regénye alapján
- 1982 Eltűntnek nyilvánítva (Missing) – Costa-Gavras, Donald Stewart forgatókönyve Thomas Hauser könyve alapján
  - A tengeralattjáró (Das Boot) – Wolfgang Petersen forgatókönyve Lothar G. Buchheim regénye alapján
  - Sophie választása (Sophie's Choice) – Alan J. Pakula forgatókönyve William Styron regénye alapján
  - Az ítélet (The Verdict) – David Mamet forgatókönyve Barry Reed regénye alapján
  - Viktor, Viktória (Victor Victoria) – Blake Edwards forgatókönyve Reinhold Schünzel előbbi filmjének a forgatókönyvéből
- 1983 Becéző szavak (Terms of Endearment)  – James L. Brooks forgatókönyve Larry McMurtry regénye alapján
  - Csalódás (Betrayal) – Harold Pinter saját színművéből
  - Az öltöztető (The Dresser) – Ronald Harwood saját színművéből
  - Rita többet akar: szebb dalt énekelni (Educating Rita) – Willy Russell saját színművéből
  - Reuben, Reuben – Julius J. Epstein forgatókönyve Peter De Vries regénye és Herman Shumlin: ’’Spoonford’’ című regénye alapján
- 1984 Amadeus – Peter Shaffer forgatókönyve Peter Shaffer színműve alapján
  - Tarzan, a majmok ura (Greystoke: The Legend of Tarzan, Lord of the Apes) – P.H. Vazak, Michael Austin forgatókönyve Edgar Rice Burroughs: ’’Tarzan of the Apes’’ című regénye alapján
  - Gyilkos mezők (The Killing Fileds) – Bruce Robinson forgatókönyve Sydney Schanberg: ’’The Death and Life of Dith Pran’’ című cikke alapján
  - Út Indiába (A Passage to India) – David Lean forgatókönyve E.M. Forster regénye alapján
  - Katonatörténet (A Soldier's Story) – Charles Fuller forgatókönyve ’’A Soldier's Play’’ című színműve alapján
- 1985 Távol Afrikától (Out of Africa) – Kurt Luedtke forgatókönyve Isak Dinesen emlékiratai, Errol Trzebinski: ’’Silence Will Speak’’ című könyve és Judith Thurman: ’’Isak Dinesen: The Life of a Storyteller’’ című műve alapján 
  - Bíborszín (The Color Purple) – Menno Meyjes forgatókönyve Alice Walker regénye alapján
  - A pókasszony csókja (Kiss of the Spider Woman) – Leonard Schrader forgatókönyve Manuel Puig regénye alapján
  - A Prizzik becsülete (Prizzi's Honor) – Richard Condon, Janet Roach forgatókönyve Richard Condon regénye alapján
  - Út az ismeretlenbe (The Trip to Bountiful) – Horton Foote saját színművéből
- 1986 Szoba kilátással (A Room with a View) – Ruth Prawer Jhabvala forgatókönyve E.M. Forster regénye alapján
  - Egy kisebb isten gyermekei (Children of a Lesser God) – Hesper Anderson, Mark Medoff forgatókönyve Mark Medoff regénye alapján
  - A pénz színe (The Color of Money) – Richard Price forgatókönyve Walter Tevis regénye alapján
  - Bűnös szívek (Crimes of the Heart) – Beth Henley saját színműve alapján
  - Állj mellém! (Stand by Me) – Raynold Gideon, Bruce A. Evans forgatókönyve Stephen King: ’’The Body’’ című novellája alapján
- 1987 Az utolsó császár (The Last Emperor) – Bernardo Bertolucci, Mark Peploe forgatókönyve Henry Pu Yi: ’’From Emperor to Citizen: The Autobiography of Aisin-Gioro Pu Yi’’ című életrajza alapján 
  - A holtak (The Dead) – Tony Huston forgatókönyve James Joyce elbeszélése alapján
  - Végzetes vonzerő (Fatal Attracton) – James Dearden forgatókönyve James Dearden régebbi tévéfilm forgatókönyvéből
  - Acéllövedék (Full Metal Jacket) – Gustav Hasford, Michael Herr, Stanley Kubrick forgatókönyve Gustav Hasford: ’’The Short-Timers’’ című regényéből
  - Kutyasors (Mitt liv som hund) – Brasse Brännström, Per Berglund, Lasse Hallström, Reidar Jönsson forgatókönyve Reidar Jönsson regényéből
- 1988 Veszedelmes viszonyok (Dangerous Liaisons) – Christopher Hampton forgatókönyve Choderlos de Laclos regénye és Christopher Hampton színműve alapján
  - Alkalmi turista (The Accidental Tourist) – Frank Galati, Lawrence Kasdan from forgatókönyve Anne Tyler regénye alapján
  - Gorillák a ködben (Gorillas in the Mist) – Anna Hamilton Phelan forgatókönyve Harold T.P. Hayes cikke alapján
  - Kis Dorrit (Little Dorrit) – Christine Edzard forgatókönyve Charles Dickens regénye alapján
  - A lét elviselhetetlen könnyűsége (The Unbearable Lightness of Being) – Jean-Claude Carrière, Philip Kaufman forgatókönyve Milan Kundera regénye alapján
- 1989 Miss Daisy sofőrje (Driving Miss Daisy) – Alfred Uhry forgatókönyve Alfred Uhry színműve alapján
  - Született július 4-én (Born on the Fourth of July) – Ron Kovic, Oliver Stone forgatókönyve Ron Kovic életrajza alapján
  - Ellenségek – Szerelmi történet (Enemies: A Love Story) – Paul Mazursky, Roger L. Simon forgatókönyve Isaac Bashevis Singer regénye alapján
  - Baseball álmok (Field of Dreams) – Phil Alden Robinson forgatókönyve W.P. Kinsella: ’’Shoeless Joe’’ című regénye alapján
  - A bal lábam (My Left Foot: The Story of Christy Brown) – Shane Connaughton, Jim Sheridan forgatókönyve Christy Brown életrajza alapján

## 1990-es évek
- 1990 Farkasokkal táncoló (Dances with Wolves) – Michael Blake forgatókönyve Michael Blake regénye alapján
  - Ébredések (Awakenings) – Steven Zaillian forgatókönyve Oliver Sacks M.D. könyve alapján
  - Nagymenők (Goodfellas) – Nicholas Pileggi, Martin Scorsese forgatókönyve Nicholas Pileggi regénye alapján
  - Svindlerek (The Grifters) – Donald E. Westlake forgatókönyve Jim Thompson regénye alapján
  - A szerencse forgandó (Reversal of Fortune) – Nicholas Kazan forgatókönyve Alan M. Dershowitz regénye alapján
- 1991 A bárányok hallgatnak (The Silence of the Lambs) – Ted Tally forgatókönyve Thomas Harris regénye alapján
  - Európa, Európa (Europa Europa) – Agnieszka Holland forgatókönyve Salomon Perel életrajza alapján
  - Sült, zöld paradicsom (Fried Green Tomatoes) – Fannie Flagg, Carol Sobieski forgatókönyve Fannie Flagg: ’’Fried Green Tomatoes at the Whistle Stop Cafe’’ című regénye alapján
  - JFK – A nyitott dosszié (JFK) – Oliver Stone, Zachary Sklar forgatókönyve Jim Marrs: ’’Crossfire: The Plot That Killed Kennedy’’ és Jim Garrison: ’’On the Trail of the Assassins’’ című regénye alapján
  - Hullámok hercege (The Prince of Tides) – Pat Conroy, Becky Johnston forgatókönyve Pat Conroy regénye alapján
- 1992 Szellem a házban (Howard's End) – Ruth Prawer Jhabvala forgatókönyve E.M. Forster regénye alapján
  - Elvarázsolt április (Enchanted April) – Peter Barnes forgatókönyve Elizabeth von Arnim regénye alapján
  - A játékos (The Player) – Michael Tolkin saját regénye alapján
  - Folyó szeli ketté (A River Runs Through It) – Richard Friedenberg forgatókönyve Norman Maclean elbeszélése alapján
  - Egy asszony illata (Scent of a Woman) – Bo Goldman forgatókönyve Giovanni Arpino: ’’Il Buio E Il Miele’’ című regénye alapján
- 1993 Schindler listája (Schindler's List) – Steven Zaillian forgatókönyve Thomas Keneally regénye alapján
  - Az ártatlanság kora (The Age of Innocence) – Jay Cocks, Martin Scorsese forgatókönyve Edith Wharton regénye alapján
  - Apám nevében (In the Name of the Father) – Terry George, Jim Sheridan forgatókönyve Gerry Conlon: ’’Proved Innocent’’ című életrajza alapján
  - Napok romjai (The Remains of the Day) – Ruth Prawer Jhabvala forgatókönyve Kazuo Ishiguro regénye alapján
  - Árnyékország (Shadowland) – William Nicholson saját színműve alapján
- 1994 Forrest Gump – Eric Roth forgatókönyve Winston Groom regénye alapján
  - György király (The Madness of King George) – Alan Bennett forgatókönyve Alan Bennett: ’’The Madness of George III’’ című színműve alapján
  - Senki bolondja (Nobody's Fool) – Robert Benton forgatókönyve Richard Russo regénye alapján
  - Kvíz-show (Quiz Show) – Paul Attanasio forgatókönyve Richard N. Goodwin regénye alapján
  - A remény rabjai (The Shawshank Redemption) – Frank Darabont forgatókönyve Rita Hayworth rövid elbeszélései és Stephen King regénye alapján
- 1995 Értelem és érzelem (Sense and Sensibility) – Emma Thompson forgatókönyve Jane Austen regénye alapján
  - Apolló 13 (Apollo 13) – William Broyles Jr., Al Reinert forgatókönyve Jim Lovell és Jeffrey Kluger: ’’Lost Moon’’ című regénye alapján
  - Babe – George Miller, Chris Noonan forgatókönyve Dick King-Smith: ’’The Sheep Pig’’ című regénye alapján
  - Las Vegas, végállomás (Leaving Las Vegas) – Mike Figgis forgatókönyve John O'Brien regénye alapján
  - Neruda postása (Il postino) – Anna Pavignano, Michael Radford, Furio Scarpelli, Giacomo Scarpelli, Massimo Troisi forgatókönyve Antonio Skármeta: ’’Ardiente Paciencia’’ című regénye alapján
- 1996 Pengeélen (Sling Blade) – Billy Bob Thornton forgatókönyve Billy Bob Thornton színműve alapján 
  - A salemi boszorkányok (The Crtucible) – Arthur Miller saját színműve alapján
  - Az angol beteg (The English Patient) – Anthony Minghella forgatókönyve Michael Ondaatje regénye alapján
  - Hamlet – Kenneth Branagh forgatókönyve William Shakespeare színműve alapján
  - Trainspotting – John Hodge forgatókönyve Irvine Welsh regénye alapján
- 1997 Szigorúan bizalmas (L.A. Confidential) – Curtis Hanson, Brian Helgeland forgatókönyve James Ellroy regénye alapján
  - Fedőneve: Donnie Brasco (Donnie Brasco) – Paul Attanasio forgatókönyve Joseph D. Pistone és Richard Woodley: ’’Fedőneve: Don Brasco’’ című regénye alapján
  - Eljövendő szép napok (The Sweet Hereafter) – Atom Egoyan forgatókönyve Russell Banks regénye alapján
  - Amikor a farok csóválja… (Wag the Dog) – Hilary Henkin, David Mamet forgatókönyve Larry Beinhart: ’’American Hero’’ című regénye alapján
  - A galamb szárnyai (The Wings of the Dove) – Hossein Amini forgatókönyve Henry James regénye alapján
- 1998 Érzelmek tengerében (Gods and Monsters) – Bill Condon forgatókönyve Christopher Bram: ’’Father of Frankenstein’’ című regénye alapján 
  - Mint a kámfor (Out of Sight) – Scott Frank forgatókönyve Elmore Leonard regénye alapján
  - A nemzet színe-java (Primary Colors) – Elaine May forgatókönyve Joe Klein regénye alapján
  - Szimpla ügy (A Simple Plan) – Scott B. Smith forgatókönyve Scott B. Smith regénye alapján
  - Az őrület határán (The Thin Red Line) – Terrence Malick forgatókönyve James Jones regénye alapján
- 1999 Árvák hercege (The Cider House Rules) – John Irving forgatókönyve John Irving regénye alapján
  - Gimiboszi (Election) – Alexander Payne, Jim Taylor forgatókönyve Tom Perrotta regénye alapján
  - Halálsoron (The Green Mile) – Frank Darabont forgatókönyve Stephen King regénye alapján
  - A bennfentes (The Insider) – Eric Roth, Michael Mann forgatókönyve Marie Brenner: ’’The Man Who Knew Too Much’’ című cikke alapján
  - A tehetséges Mr. Ripley (The Talented Mr. Ripley) – Anthony Minghella forgatókönyve Patricia Highsmith regénye alapján

## 2000-es évek
- 2000 Traffic – Stephen Gaghan forgatókönyve Simon Moore: ’’Traffik’’ című tévéjátékából 
  - Csokoládé (Chocolat) – Robert Nelson Jacobs forgatókönyve Joanne Harris regénye alapján
  - Ó, testvér, merre visz az utad? (O Brother, Where Art Thou?) – Ethan és Joel Coen forgatókönyve Homérosz: Odüsszeia című eposza alapján
  - Tigris és sárkány (Wo hu cang long) – Hui-Ling Wang, James Schamus, Kuo Jung Tsai forgatókönyve Du Lu Wang regénye alapján
  - Wonder Boys – Pokoli hétvége (Wonder Boys) – Steve Kloves forgatókönyve Michael Chabon regénye alapján
- 2001 Egy csodálatos elme (A Beautiful Mind) – Akiva Goldsman forgatókönyve Sylvia Nasar életrajza alapján
  - A Gyűrűk Ura: A Gyűrű Szövetsége (The Lord of the Rings: The Fellowship of the Ring) – Fran Walsh, Philippa Boyens, Peter Jackson forgatókönyve J. R. R. Tolkien regénye alapján
  - A hálószobában (In the Bedroom) – Todd Field, Robert Festinger forgatókönyve Andre Dubus: „Killings” című rövid történetéből
  - Shrek – Ted Elliott, Terry Rossio, Joe Stillman, Roger S.H. Schulman forgatókönyve William Steig gyerekkönyvéből
  - Tétova tinédzserek (Ghost World) – Daniel Clowes, Terry Zwigoff forgatókönyve Daniel Clowes képregényei alapján
- 2002 A zongorista (The Pianist) – Ronald Harwood forgatókönyve Władysław Szpilman regényéből
  - Adaptáció (Adaptation.) – Charlie Kaufman, Donald Kaufman forgatókönyve Susan Orlean: „Az orchideatolvaj” című könyve alapján
  - Chicago – Bill Condon forgatókönyve Maurine Dallas Watkins színműve alapján
  - Egy fiúról (About a Boy) – Peter Hedges, Chris Weitz, Paul Weitz forgatókönyve Nick Hornby regénye alapján
  - Az órák (The Hours) – David Hare forgatókönyve Michael Cunningham regénye alapján
- 2003 A Gyűrűk Ura: A király visszatér (The Lord of the Rings: The Return of the King) – Fran Walsh, Philippa Boyens, Peter Jackson forgatókönyve J. R. R. Tolkien regénye alapján
  - Isten városa (City of God) – Braulio Mantovani forgatókönyve Paulo Lins regénye alapján
  - Sikersztori (American Splendor) – Robert Pulcini, Shari Springer Berman forgatókönyve Harvey Pekar képregényeiből és Joyce Brabner: „Our Cancer Year” képregényeiből
  - Titokzatos folyó (Mystic River) – Brian Helgeland forgatókönyve Dennis Lehane regénye alapján
  - Vágta (Seabiscuit) – Gary Ross forgatókönyve Laura Hillenbrand könyve alapján
- 2004 Kerülőutak (Sidseways)– Alexander Payne, Jim Taylor forgatókönyve Rex Pickett regénye alapján
  - Che Guevara: A motoros naplója (Diarios de motocicleta) – José Rivera forgatókönyve Alberto Granado: „Con el Che por America Latina” és Ernesto Guevara: „Notas de viaje” című könyve alapján
  - Én, Pán Péter (Finding Neverland) – David Magee forgatókönyve Allan Knee színműve alapján
  - Mielőtt lemegy a Nap (Before Sunset) – Richard Linklater, Julie Delpy, Ethan Hawke forgatókönyve Richard Linklater és Kim Krizan rövid története alapján
  - Millió dolláros bébi (Million Dollar Baby) – Paul Haggis forgatókönyve F.X. Toole regénye alapján
- 2005 Túl a barátságon (Brokeback Mountain) – Larry McMurtry, Diana Ossana forgatókönyve E. Annie Proulx novellája alapján
  - Capote – Dan Futterman forgatókönyve Gerald Clarke könyve alapján
  - Az elszánt diplomata (The Constant Gardener) – Jeffrey Caine forgatókönyve John le Carré regénye alapján
  - Erőszakos múlt (A History of Violence) – Josh Olson forgatókönyve John Wagner és Vince Locke képregényalbuma alapján
  - München (Munich) – Tony Kushner, Eric Roth forgatókönyve George Jonas: „Megtorlás: egy izraeli antiterrorista csoport igaz története” Team című könyve alapján
- 2006 A tégla (The Departed) – William Monahan forgatókönyve Szigorúan piszkos ügyek című hongkongi film alapján
  - Apró titkok (Little Children) – Todd Field, Tom Perrotta forgatókönyve Tom Perrotta regénye alapján
  - Borat: Kazah nép nagy fehér gyermeke menni művelődni Amerika (Borat:Cultural Learnings of America for Make Benefit Glorious Nation of Kazakhstan) – Sacha Baron Cohen, Peter Baynham, Anthony Hines, Dan Mazer, Todd Phillips forgatókönyve „Da Ali G Show” című tévéműsorból
  - Egy botrány részletei (Notes on a Scandal) – Patrick Marber forgatókönyve Zoë Heller regénye alapján
  - Az ember gyermeke (Children of Men) – Alfonso Cuarón, Timothy J. Sexton, David Arata, Mark Fergus, Hawk Ostby forgatókönyve P. D. James regénye alapján
- 2007 Nem vénnek való vidék (No Country fo Old Men) – Ethan és Joel Coen forgatókönyve Cormac McCarthy regénye alapján
  - Egyre távolabb (Away from Her) – Sarah Polley forgatókönyve Alice Munro: „The Bear Went Over the Mountain” című novellájából
  - Szkafander és pillangó (Le scaphandre et le papillon) – Ronald Harwood forgatókönyve Jean-Dominique Bauby emlékiratából
  - Vágy és vezeklés (Atonement) – Christopher Hampton forgatókönyve Ian McEwan regénye alapján
  - Vérző olaj (There Will Be Blodd) – Paul Thomas Anderson forgatókönyve Upton Sinclair: „Olaj!” című regénye alapján
- 2008 Gettómilliomos (Slumdog Millionaire) – Simon Beaufoy forgatókönyve Vikas Swarup regénye alapján
  - Benjamin Button különös élete (The Curious Case of Benjamin Button) – Eric Roth, Robin Swicord forgatókönyve F. Scott Fidzgerald: The Curious Case of Benjamin Button c. regénye alapján
  - Kétely (Doubt) – John Patrick Shanley forgatókönyve saját regénye alapján
  - Frost/Nixon – Peter Morgan forgatókönyve saját regénye alapján
  - A felolvasó (The Reader) – David Hare forgatókönyve Bernhard Schlink regénye alapján
- 2009 Precious – A boldogság ára (Precious) – Geoffrey Fletcher forgatókönyve Sapphire regénye alapján
  - District 9 – Neill Blomkamp, Terri Tatchell forgatókönyve Neill Blomkamp rövidfilmje alapján
  - Egy lányról (An Education) – Nick Hornby forgatókönyve Lynn Barber regénye alapján
  - Egy kis gubanc (In the Loop) – Jesse Armstrong, Simon Blackwell, Armando Iannucci, Tony Roche forgatókönyve a The Thick of It című televíziós sorozat alapján
  - Egek ura (Up in the Air) – Jason Reitman, Sheldon Turner forgatókönyve Walter Kim regénye alapján

## 2010-es évek
- 2010 Social Network – A közösségi háló (Social Network) – Aaron Sorkin forgatókönyve Ben Mezrich könyve alapján
  - 127 óra (127 Hours) – Danny Boyle, Simon Beaufoy forgatókönyve Aron Ralston könyve alapján
  - A félszemű (True Grit) – Joel és Ethan Coen forgatókönyve Charles Portis regénye alapján
  - Toy Story 3. – Michael Arndt, John Lasseter, Andrew Stanton, Lee Unkrich forgatókönyve, szereplők a Toy Story és a Toy Story 2. című filmekből
  - Winter’s Bone – A hallgatás törvénye (Winter’s Bone) – Debra Granik, Anne Rosellini forgatókönyve Daniel Woodrell regénye alapján
- 2011 Utódok (The Descendants) – Alexander Payne, Jim Rash, Nat Faxon forgatókönyve Kaui Hart Hemmings regénye alapján
  - A hatalom árnyékában (The Ides of March) – Beau Willimon, George Clooney, Grant Heslov forgatókönyve Beau Willimon színdarabja alapján
  - A leleményes Hugo (Hugo) – John Logan forgatókönyve Brian Selznick könyve alapján
  - Pénzcsináló (Moneyball) – Aaron Sorkin, Stan Chevrin, Steven Zaillian forgatókönyve Michael Lewis könyve alapján
  - Suszter, szabó, baka, kém (Tinker Tailor Soldier Spy) – Bridget O'Connor, Peter Straughan forgatókönyve John le Carré regénye alapján
- 2012 Az Argo-akció (Argo) – Chris Terrio forgatókönyve Tony Mendez regénye: The Master of Disguise és Joshua Bearman: The Great Escape cikke alapján
  - A messzi dél vadjai (Beasts of the Southern Wild) – Lucy Alibar, Benh Zeitlin forgatókönyve Alibar:Juicy and Delicious című színdarabja alapján
  - Pi élete (Life of Pi) – David Magee forgatókönyve, Yann Martel regénye alapján
  - Lincoln – Tony Kushner forgatókönyve Doris Kearns Goodwin regénye alapján
  - Napos oldal (Silver Linings Playbook) – David O. Russell forgatókönyve Matthew Quick novellája alapján
- 2013 12 év rabszolgaság (12 Years a Slave) – John Ridley forgatókönyve Solomon Northup memoárjai alapján
  - Mielőtt éjfélt üt az óra (Before Midnight) – Richard Linklater, Julie Delpy, Ethan Hawke forgatókönyve Linklater Mielőtt lermegy a nap című film szereplői alapján
  - Phillips kapitány (Captain Phillips) – Billy Ray forgatókönyve A Captain's Duty című könyv alapján
  - Philomena – Határtalan szeretet (Philomena) – Steve Coogan, Jeff Pope forgatókönyve The Lost Child of Philomena című regény alapján
  - A Wall Street farkasa (The Wolf of Wall Street) – Terence Winter forgatókönyve Jordan Belfort memoárjai alapján
- 2014 Kódjátszma (The Imitation Game) – Graham Moore forgatókönyve Alan Turing: The Enigma című regény alapján
  - Amerikai mesterlövész (American Sniper) – Jason Hall forgatókönyve Jim DeFelice, Chris Kyle és Scott McEwan azonos című önéletrazi regénye alapján
  - Beépített hiba (Inherent Vice) – Paul Thomas Anderson forgatókönyve Thomas Pynchon regénye alapján
  - A mindenség elmélete (The Theory of Everything) – Anthony McCarten forgatókönyve Jane Hawking: Travelling to Infinity: My Life with Stephen Hawking regénye alapján
  - Whiplash – Damien Chazelle forgatókönyve saját rövidfilmje alapján
- 2015 A nagy dobás (The Big Short) – Adam McKay, Charles Randolph forgatókönyve Michael Lewis könyve alapján
  - A szoba (Room) – Emma Donoghue forgatókönyve saját novellája alapján
  - Brooklyn – Nick Hornby forgatókönyve Colm Tóibín regénye alapján
  - Carol – Phyllis Nagy forgatókönyve Patricia Highsmith The Price of Salt című regénye alapján
  - Mentőexpedíció – Drew Goddard forgatókönyve Andy Weir regénye alapján
- 2016 Holdfény (Moonlight) – Barry Jenkins, Tarell Alvin McCraney forgatókönyve McCraney In Moonlight Black Boys Look Blue című színdarabja alapján
  - Érkezés (Arrival) – Eric Heisserer forgatókönyve Ted Chiang rövid története alapján
  - Kerítések (Fences) – August Wilson forgatókönyve saját színdarabja alapján.
  - A számolás joga (Hidden Figures) – Theodore Melfi, Allison Schroeder forgatókönyve Margot Lee Shetterly könyve alapján
  - Oroszlán (Lion) – Luke Davies forgatókönyve Saroo Brierley és Larry Buttrose memoárjai alapján
- 2017 Szólíts a neveden (Call Me by Your Name) – James Ivory forgatókönyve Andre Aciman Szólíts a neveden című regénye alapján
  - Elit játszma (Molly's Game) – Aaron Sorkin forgatókönyve Molly Bloom Molly's Game: From Hollywood's Elite to Wall Street's Billionaire Boys Club, My High-Stakes Adventure in the World of Underground Poker művei alapján
  - Logan – Farkas (Logan) – Scott Frank, James Mangold, Michael Green forgatókönyve James Mangold az X-Men képregények, Mark Miller Logan: Kíméletlen jövő című története, valamint az X-men filmsorozat karaktereinek felhasználásával írt története alapján
  - Mudbound – Virgil Williams, Dee Rees forgatókönyve Hillary Jordan Mudbound című műve alapján
  - A katasztrófaművész (The Disaster Artist) – Scott Neustadter, Michael H. Weber forgatókönyve Greg Sestero és Tom Bissell The Disaster Artist című regénye alapján
- 2018 Csuklyások – BlacKkKlansman (BlacKkKlansman) – Charlie Wachtel, David Rabinowitz, Kevin Willmott, Spike Lee forgatókönyve, Ron Stallworth Csuklyások – BLACKkKLANSMAN c. memoárkötete alapján
  - Buster Scruggs balladája (The Ballad of Buster Scruggs) – Joel Coen és Ethan Coen, saját novelláik alapján
  - Megbocsátasz valaha? (Can You Ever Forgive Me?) – Nicole Holofcener, Jeff Whitty forgatókönyve, Lee Israel memoárja alapján
  - Ha a Beale utca mesélni tudna (If Beale Street Could Talk) – Barry Jenkins forgatókönyve, James Baldwin If Beale Street Could Talk c. novellája alapján
  - Csillag születik (A Star Is Born) – Eric Roth, Bradley Cooper, Will Fetters forgatókönyve, az 1937-es film alapján, melyet William A. Wellman, Robert Carson, Dorothy Parker és Alan Campbell írt
- 2019 Jojo Nyuszi (Jojo Rabbit) – Taika Waititi forgatókönyve; Christine Leunens Caging Skies című műve alapján
  - Az ír (The Irishman) – Steven Zaillian forgatókönyve; Charles Brandt I Heard You Paint Houses című műve alapján
  - Joker – Todd Phillips, Scott Silver forgatókönyve; Bill Finger, Bob Kane és Jerry Robinson képregényszereplői alapján
  - Kisasszonyok (Little Women) – Greta Gerwig forgatókönyve; Louisa May Alcott regénye alapján
  - A két pápa (The Two Popes) –  Anthony McCarten forgatókönyve; saját The Pope című színműve alapján

## 2020-as évek
| Év                             | Magyar cím                        | Eredeti cím | Forgatókönyvíró(k) | Forrásmű (szerző, cím, formátum)                       |
| 2020/21 (93. gála)             |                                   | | |                                                        |
| ------------------------------ | --------------------------------- | --- | --- | ------------------------------------------------------ |
| 2020/21 (93. gála)             | Az apa                            | The Father | Christopher Hampton és Florian Zeller | Zeller: Le Père (színmű)                               |
| 2020/21 (93. gála)             | Borat utólagos mozifilm           | Borat Subsequent Moviefilm                                                                                        | Sacha Baron Cohen, Peter Baynham, Jena Friedman, Anthony Hines, Lee Kern, Dan Mazer, Erica Rivinoja, Dan Swimer (forgatókönyv)Baron Cohen, Hines, Nina Pedrad és Swimer (sztori) | Baron Cohen: Borat Szaggyijev (Da Ali G Show-szereplő) |
| 2020/21 (93. gála)             | Egy éj Miamiban…                  | One Night in Miami…                                                                                               | Kemp Powers | Powers: One Night in Miami (színmű)                    |
| 2020/21 (93. gála)             | A Fehér Tigris                    | The White Tiger                                                                                                   | Ramin Bahrani | Arvind Adiga: A Fehér Tigris (regény)                  |
| 2020/21 (93. gála)             | A nomádok földje                  | Nomadland | Chloé Zhao | Jessica Bruder: A nomádok földje (könyv)               |
| 2021 (94. gála)                |                                   | | |                                                        |
| CODA                           | CODA                              | Siân Héder | Victoria Bedos, Thomas Bidegain, Stanislas Carré de Malberg és Éric Lartigau: A Bélier család (film)                                                                             |                                                        |
| Dűne                           | Dune                              | Eric Roth, Jon Spaihts és Denis Villeneuve                                                                        | Frank Herbert: A Dűne (regény) |                                                        |
| Az elveszett lány              | The Lost Daughter                 | Maggie Gyllenhaal                                                                                                 | Elena Ferrante: Az elveszett lány (regény) |                                                        |
| A kutya karmai közt            | The Power of the Dog              | Jane Campion | Thomas Savage: A kutya karmai közt (regény) |                                                        |
| Vezess helyettem               | Doraibu mai ká                    | Hamagucsi Rjúszuke és Óe Takamasza                                                                                | Murakami Haruki: Férfiak nők nélkül (novella) |                                                        |
| 2022 (95. gála)                |                                   | | |                                                        |
| A nők beszélnek                | Women Talking                     | Sarah Polley | Miriam Toews: Nők beszélgetnek (regény) |                                                        |
| Élj!                           | Living                            | Kazuo Ishiguro | Kuroszava Akira, Shinobu Hashimoto és Hideo Oguni: Élni (film) |                                                        |
| Nyugaton a helyzet változatlan | All Quiet on the Western Front    | Edward Berger | Erich Maria Remarque: Nyugaton a helyzet változatlan (regény) |                                                        |
| Top Gun: Maverick              | Top Gun: Maverick                 | Ehren Kruger, Christopher McQuarrie és Eric Warren Singer (forgatókönyv)Peter Craig és Justin Marks (sztori)      | Jim Cash és Jack Epps Jr.: Top Gun (film szereplői) |                                                        |
| Tőrbe ejtve – Az üveghagyma    | Glass Onion: A Knives Out Mystery | Rian Johnson | Johnson: Benoit Blanc (a Tőrbe ejtve szereplője) |                                                        |
| 2023 (96. gála)                |                                   | | |                                                        |
| Amerikai irodalom              | American Fiction                  | Cord Jefferson | Percival Everett: Erasure (regény) |                                                        |
| Barbie                         | Barbie                            | Noah Baumbach és Greta Gerwig                                                                                     | Ruth Handler karakterei |                                                        |
| Oppenheimer                    | Oppenheimer                       | Christopher Nolan                                                                                                 | Kai Bird és Martin J. Sherwin: American Prometheus (regény) |                                                        |
| Szegény párák                  | Poor Things                       | Tony McNamara | Alisdair Gray: Szegény párák (regény) |                                                        |
| Érdekvédelmi terület           | The Zone of Interest              | Jonathan Glazer                                                                                                   | Martin Amis: The Zone of Interest (regény) |                                                        |
| 2024 (97. gála)                |                                   | | |                                                        |
| Konklávé                       | Conclave                          | Peter Straughan                                                                                                   | Robert Harris: Konklávé (regény) |                                                        |
| Emilia Pérez                   | Emilia Pérez                      | Jacques Audiard                                                                                                   | saját, azonos című operalibrettó |                                                        |
| A Nickel-fiúk                  | Nickel Boys                       | RaMell Ross és Joslyn Barnes                                                                                      | Colson Whitehead: A Nickel-fiúk (regény) |                                                        |
| Sehol se otthon                | A Complete Unknown                | James Mangold és Jay Cocks                                                                                        | Elijah Wald: Dylan Goes Electric! (regény) |                                                        |
| Sing Sing                      | Sing Sing                         | Clint Bentley és Greg Kwedar (forgatókönyv)Bentley, Kwedar, Clarence Maclin és John "Divine G" Whitfield (sztori) | John H. Richardson: The Sing Sing Follies (könyv) Brent Buell: Breakin’ the Mummy's Code (színmű)                                                                                |                                                        |